# Cerasuolo di Vittoria
El Cerasuolo di Vittoria es un vino siciliano DOCG que toma su nombre de la ciudad de Vittoria. Es el primero y único vino siciliano que disfruta de la denominación anterior.

## Área de producción
Incluye todo o parte de los territorios de los siguientes municipios:
- Vittoria, Comiso, Acate, Chiaramonte Gulfi, Santa Croce Camerina, Ragusa en el Libre consorcio municipal de Ragusa
- Niscemi, Gela, Riesi, Butera e Mazzarino en el  Libre consorcio municipal de Caltanissetta.
- Caltagirone, Licodia Eubea e Mazzarrone en la  Ciudad metropolitana de Catania.

## Vides con las que está permitido producirlo
- Nero d'Avola: del 50% al 70%
- Frappato: del 30% al 50% [1]

## Técnicas de producción
Para nuevas plantas y replantaciones, la densidad no puede ser inferior a 4 000 tocones /  ha.
Las formas de cultivo permitidas son retoños y espaldera simple.
Cualquier práctica de forzamiento está prohibida.
 Irrigación de rescate está permitido.
Requiere envejecimiento al menos hasta el 1 de junio del año siguiente a la cosecha.
Todas las operaciones de secado, vinificación, envejecimiento y embotellado de la uva deben realizarse en el área DOCG.